# Станціонний сільський округ
Станціо́нний сільський округ (каз. Станционный ауылдық округі, рос. Станционый сельский округ) — адміністративна одиниця у складі Карабалицького району Костанайської області Казахстану. Адміністративний центр — село Станціонне.
Населення — 1617 осіб (2021; 2118 у 2009, 2964 у 1999, 3065 у 1989).
Станом на 989 рік існувала Станціонна сільська рада (села Фадеєвка, Шадиксаєвка, селища Голощокино, Дальній, Станціонний). Село Дальнє було ліквідоване 2019 року.

## Склад
До складу округу входять такі населені пункти:
| Населений пункт    | Старі назви | Населення, осіб (1989) | Населення, осіб (1999) | Населення, осіб (2009) | Населення, осіб (2021) |
| ------------------ | ----------- | ---------------------- | ---------------------- | ---------------------- | ---------------------- |
| Дальнє, село       | Дальній     | 160                    | 150                    | 59                     | -                      |
| Приуральське, село | Голощокино  | 360                    | 390                    | 250                    | 185                    |
| Станціонне, село   | Станціонний | 1815                   | 1680                   | 1344                   | 1184                   |
| Фадеєвка, село     | -           | 127                    | 141                    | 108                    | 86                     |
| Шадиксаєвка, село  | -           | 603                    | 603                    | 357                    | 162                    |